# Валя-Анілор
Валя-Анілор (рум. Valea Anilor) — село у повіті Мехедінць в Румунії. Входить до складу комуни Корлецел.
Село розташоване на відстані 252 км на захід від Бухареста, 36 км на південний схід від Дробета-Турну-Северина, 70 км на захід від Крайови.

## Населення
За даними перепису населення 2002 року у селі проживали 718 осіб, з них 715 осіб (99,6%) румунів. Усі жителі села рідною мовою назвали румунську.